# Leucophysalis
Leucophysalis ist eine Pflanzengattung aus der Familie der Nachtschattengewächse (Solanaceae). Sie besteht aus zwei Arten, die in Nordamerika verbreitet sind.

## Beschreibung
Leucophysalis-Arten sind aufrecht oder abspreizend wachsende, einjährige oder ausdauernde, krautige Pflanzen. Die Laubblätter sind stammbürtig und stehen einzeln oder paarweise. Sie sind gestielt und können unterschiedliche Behaarung aufweisen. Die Blüten stehen einzeln bis zu viert an kurzen Blütenstielen in den Blattachseln.
Der Blütenkelch ist glockenförmig und an der Basis nicht eingestülpt. Die Krone ist radförmig, blass gelb oder weiß gefärbt und an der Basis der Kronlappen mit gelblich-grünen Zeichnungen versehen. Die Kronröhre ist etwa ebenso lang wie der Kelch. Der Rand der Krone ist nur leicht gelappt und nahezu ganzrandig. Im Kronschlund befinden sich flaumig behaarte Kissen. Die Staubfäden sind genauso lang oder kürzer als der Griffel, die Staubbeutel springen längs auf und sind blass gelb.
Die Frucht ist eine grüne, fleischige, kugelförmige Beere mit einem Durchmesser von 1 bis 1,5 cm. Die Samen sind abgeflacht und nierenförmig. Der Kelch vergrößert sich an der Frucht und umschließt sie vollständig oder ist nur etwas kürzer. Er liegt eng an der Frucht an und ist weder aufgeblasen noch zurückgebogen.

## Systematik
Innerhalb der Systematik der Nachtschattengewächse wird die Gattung Leucophysalis in die Tribus Physaleae gestellt.
Innerhalb der Gattung Leucophysalis werden zwei Arten unterschieden:
- Leucophysalis grandiflora (Hook.) Rydb.: Die Chromosomenzahl beträgt 2n = 48.[1] Sie kommt in Kanada in Ontario, Quebec, Manitoba sowie Saskatchewan und in den Vereinigten Staaten nur in den Bundesstaaten Minnesota, Wisconsin, Michigan sowie Vermont vor.[2]
- Leucophysalis nana (A. Gray) Averett: Sie kommt in Oregon, Nevada und Kalifornien vor.[3]

## Botanische Geschichte
Die Gattung Leucophysalis wurde 1896 von Per Axel Rydberg als monotypische Gattung beschrieben. Die einzige von ihm anerkannte Art Leucophysalis grandiflora wurde zunächst zur Gattung Physalis gezählt. Die Verbindung zu einigen asiatischen Arten der Gattung Chamaesaracha war in der folgenden Zeit umstritten, so dass die Leucophysalis zum Teil auch innerhalb dieser Gattung gesehen wurde. Ein breiteres Konzept von Leucophysalis wurde 1971 und 1977 von John Earl Averett eingeführt, der neben der Typusart noch die nordamerikanische Art Leucophysalis nana (erstbeschrieben als Saracha nana) und einige asiatische Arten in die Gattung stellte. Spätere Arbeiten zeigten jedoch, dass dieses breite Konzept nicht haltbar ist, so dass eine Revision der Gattung aus dem Jahr 2009 nur noch Leucophysalis grandiflora und Leucophysalis nana enthält. Die teilweise ebenfalls zur Gattung gezählte Art Leucophysalis viscosa, die in Mexiko und Guatemala vorkommt, wurde 2009 in eine monotypische Gattung Schraderanthus gestellt.

## Nachweise